# Антигенный сдвиг
Антиге́нный сдвиг (англ. antigenic shift) — вариант антиге́нной изме́нчивости, процесс, в ходе которого два или более различных штаммов вирусов или штаммы двух и более различных вирусов объединяются с образованием нового подтипа, имеющего смесь поверхностных антигенов двух и более родительских штаммов. Антигенный сдвиг является особым случаем реассортимента, который вызывает изменение фенотипа.
Термин обычно употребляется по отношению к вирусам гриппа, как наиболее известному примеру, но антигенный сдвиг известен и у других вирусов, например, у висна-вируса овец (англ. Visna-maedi virus, visna virus).
Антигенный сдвиг отличается от антигенного дрейфа, который представляет собой мутацию известных штаммов вируса гриппа (или других вирусов, в более общем случае), происходит медленно и постепенно, а также приводит к бессилию иммунитета против вируса и к несоответствию имеющейся вакцины и вируса. Дрейф антигенов происходит во всех типах вируса гриппа, включая вирусы гриппа А, B и С. Среди вирусов гриппа антигенный сдвиг имеет место только у вируса гриппа А, в случае этого вируса механизм сдвига обусловлен восемью фрагментами РНК, которые легко перемешиваются при попадании разных штаммов этого вируса в одну клетку. Вирус гриппа А претерпевает антигенный сдвиг довольно часто потому, что он заражает не только человека, а и других млекопитающих и птиц, что даёт вирусу гриппа А возможность для глобальных перестроек поверхностных антигенов. Вирусы гриппа В и С поражают преимущественно людей, уменьшая, таким образом, возможность того, что реассортимент вызовет радикальные изменения фенотипа.
Антигенный сдвиг имеет важное значение для появления новых вирусных патогенов, поскольку представляет собой путь для вируса по проникновению в новые ниши. Он может иметь место у вирусов приматов и приводить к появлению новых вирусов человека, например, ВИЧ. Из-за структуры своего генома ВИЧ не подвергается реассортименту, но зато этот вирус может свободно рекомбинироваться, и через суперинфекцию может образовывать новые рекомбинантные штаммы, значительно отличающиеся от своих предков.